# 朗根恩斯林根
朗根恩斯林根是德国巴登-符腾堡州的一个市镇。总面积88.37平方公里，总人口3481人，其中男性1734人，女性1747人（2011年12月31日），人口密度39人/平方公里。